# Luis Miguel Gail
Luis Miguel Gail Martín, más conocido como Gail, (Valladolid, 23 de febrero de 1961) es un entrenador español de fútbol, actualmente en el juvenil del Real Valladolid.

## Biografía

### Jugador
Luis Miguel Gail se formó en las categorías inferiores y se convirtió en uno de los jugadores históricos del Real Valladolid y del Real Betis (165 partidos y 18 goles en Primera como blanquivioleta) y (101 partidos y 11 goles en Primera como verdiblanco).
Es el jugador más joven en debutar con el Real Valladolid, con 16 años y 203 días en el partido de Copa del Rey contra el Palencia C. F. el 14 de septiembre de 1977 en el estadio viejo José Zorrilla. El partido finalizó con victoria del equipo pucelano 2-0.

### Entrenador
Luis Miguel Gail comenzó su categoría como técnico en el cuerpo técnico del Real Valladolid, ya que adquirió grandes conocimientos trabajando al lado de grandes técnicos como Vicente Cantatore. 
En 1999 fue contratado por Pedro Mari Uribarri para dirigir al CE Sabadell para la temporada 1999/2000.
En la temporada 2000/01 entrenaría al Xerez CD pero debido a discrepancias con su Presidente Luis Oliver, es cesado de su cargo. Ficharía en esa misma campaña con el Zamora CF.
En 2006 entrenaría al Club Deportivo Laguna en la tercera división. Su cuerpo técnico lo formaban Pedro del Barrio Sánchez (2º entrenador) Javier Jiménez del Pozo (Ayudante técnico) y José Luis Rodríguez (Rodri) como entrenador de porteros.
Fue  entrenador del Real Valladolid Juvenil A desde las temporadas 2011 a 2013 en la categoría de División de honor juvenil del fútbol español, siendo su segundo entrenador Pedro del Barrio Sánchez y Raúl Zarzuela su Preparador Físico.

## Trayectoria como jugador
| Club                      | País          | Año           | PJ  | G  |
| ------------------------- | ------------- | ------------- | --- | -- |
| Real Valladolid Deportivo | España        | 1977-1986     | 308 | 51 |
| Real Betis Balompié       | España        | 1986-1991     | 128 | 13 |
| Total carrera             | Total carrera | Total carrera | 436 | 64 |

## Trayectoria como entrenador
| Equipo                    | País   | Año       |
| ------------------------- | ------ | --------- |
| C. E. Sabadell F. C.      | España | 1999-2000 |
| Xerez C. D.               | España | 2000-2001 |
| Zamora C. F.              | España | 2001-2002 |
| C. D. Laguna              | España | 2006-2007 |
| Real Valladolid Juvenil A | España | 2011-2013 |

## Palmarés

### Como jugador
| Título          | Club                      | Lugar               | Año  |
| --------------- | ------------------------- | ------------------- | ---- |
| Copa de la Liga | Real Valladolid Deportivo | Madrid y Valladolid | 1984 |